# Sunja

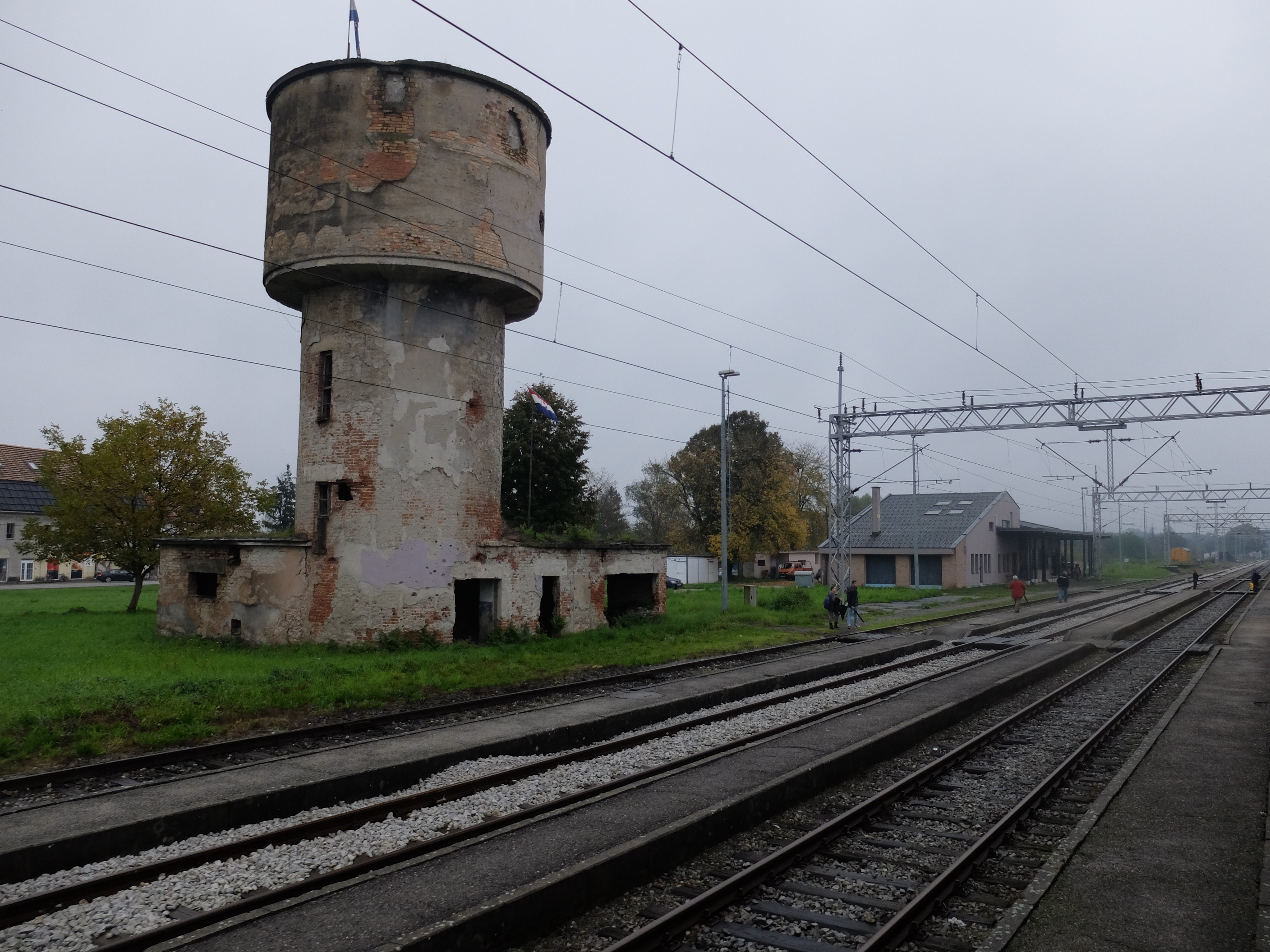
Treinstation

Sunja is een gemeente in de Kroatische provincie Sisak-Moslavina.
Sunja telt 7376 inwoners (2001). De oppervlakte bedraagt 288,2 km², de bevolkingsdichtheid is 25,6 inwoners per km².

## Plaatsen in de gemeente
Bestrma,
Bistrač,
Blinjska Greda,
Bobovac,
Brđani Cesta,
Brđani Kosa,
Crkveni Bok,
Čapljani,
Četvrtkovac,
Donja Letina,
Donji Hrastovac,
Drljača,
Gornja Letina,
Gradusa Posavska,
Greda Sunjska,
Ivanjski Bok,
Jasenovčani,
Kinjačka,
Kladari,
Kostreši Šaški,
Krivaj Sunjski,
Mala Gradusa,
Mala Paukova,
Novoselci,
Papići,
Petrinjci,
Pobrđani,
Radonja Luka,
Selišće Sunjsko,
Sjeverovac,
Slovinci,
Staza,
Strmen,
Sunja,
Šaš,
Timarci,
Vedro Polje,
Velika Gradusa,
Vukoševac en Žreme
Steden (gradovi): Sisak · Glina · Hrvatska Kostajnica · Kutina · Novska · Petrinja

Gemeenten (općine): Donji Kukuruzari · Dvor · Gvozd · Hrvatska Dubica · Jasenovac · Lekenik · Lipovljani · Majur · Martinska Ves · Popovača · Sunja · Topusko · Velika Ludina